# Tipula nana
Tipula nana är en tvåvingeart som beskrevs av Pierre Justin Marie Macquart 1834.
Tipula nana ingår i släktet Tipula och familjen storharkrankar. Inga underarter finns listade i Catalogue of Life.